# Ulrike Rodust
Ulrike Rodust (ur. 4 czerwca 1949 w Quakenbrück) – niemiecka polityk i działaczka samorządowa, posłanka do Parlamentu Europejskiego VI, VII i VIII kadencji.

## Życiorys
Z wykształcenia pracownik administracyjny i ekonomistka. Od 1979 do 1997 prowadziła własną działalność gospodarczą w branży gastronomicznej.
W 1972 wstąpiła do Socjaldemokratycznej Partii Niemiec. W latach 1984–1991 przewodniczyła strukturom miejskim partii w Itzehoe. Od 1998 do 1998 pełniła funkcję wiceprzewodniczącej Krajowego Zrzeszenia Zawodowego Samodzielnych Pracowników działającego przy SPD, a w latach 1999–2001 wiceprzewodniczącej partii w Szlezwiku-Holsztynie.
W połowie lat 90. była radną Brunsbüttel. Od 1993 była wybierana do landtagu kraju związkowego Szlezwik-Holsztyn. W 2008 powołano ją na urząd burmistrza gminy Holzdorf. W tym samym roku z ramienia SPD objęła mandat deputowanej do Parlamentu Europejskiego. W wyborach w 2009 z powodzeniem ubiegała się o reelekcję. Przystąpiła do grupy socjalistów i demokratów. W 2014 odnowiła mandat eurodeputowanej na kolejną kadencję.